# Matheson & Company

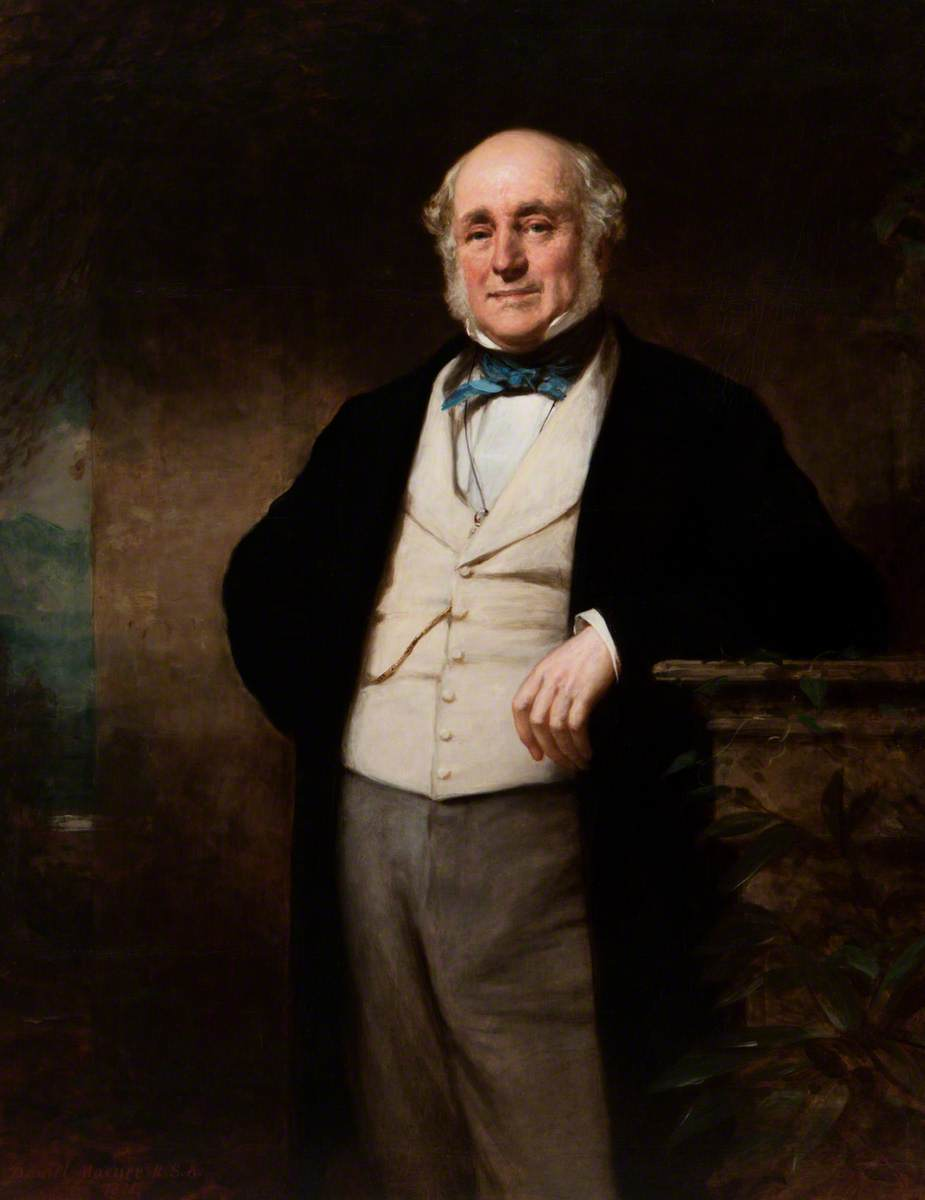
Porträt von James Matheson, gemalt von Daniel Macnee

Matheson & Company war ein britisches Handelshaus mit Hauptsitz in London. 1848 von James Matheson gegründet, war es geschäftlich eng mit den Handelshäusern Jardine Matheson in Hongkong und Jardine Skinner in Kalkutta verbunden. Es importierte deren Waren nach Großbritannien, wie z. B. Tee, Seide und Jute, und half ihnen bei der Handelsfinanzierung. Außerdem war Matheson & Company international involviert im Geschäft mit Venture-Capital. Der Schwerpunkt lag dabei im Bergbau. So war das Unternehmen u. a. ein Mitglied des Konsortiums, welches den Bergbaukonzern Rio Tinto Group 1873 gründete. Seit 1912 ist Matheson & Company eine Tochtergesellschaft von Jardine Matheson und fungiert als Holding für Jardines britische Unternehmensbeteiligungen.